# Élections municipales de 1983 à Séville
Les élections municipales de 1983 à Séville (en espagnol : elecciones municipales de 1983 en Sevilla) se tiennent le dimanche 8 mai 1983, afin d'élire les 31 conseillers municipaux de Séville pour un mandat de quatre ans.

## Contexte
Le 18 avril 1979, quinze jours après les élections municipales du 3 avril, le Parti socialiste et le Parti communiste signent un accord pour former des majorités communes partout où cela est possible. En Andalousie cependant, le succès de l'accord est conditionné, dans plusieurs villes, à une entente avec le Parti socialiste d'Andalousie, qui revendique la mairie de Séville.
Les trois formations s'entendent finalement, laissant aux nationalistes la mairie de Séville en échange de l'octroi de celle de Grenade aux socialistes. Le 21 avril, le candidat du Parti socialiste d'Andalousie, Luis Uruñuela (es), est effectivement élu maire de Séville par 22 voix favorables.

## Mode de scrutin

### Conditions de candidature
Peuvent présenter des candidatures : 
- les partis et fédérations de partis inscrits auprès des autorités ;
- les coalitions de partis et/ou fédérations inscrites auprès de la commission électorale au plus tard dix jours après la convocation du scrutin ;
- et les électeurs de la commune, s'ils représentent au moins 2 000 parrainages.

### Répartition des sièges
Le nombre de conseillers municipaux est établi en fonction de la population de la commune. Les communes de plus de 100 001 habitants comptent 25 conseillers et un conseiller supplémentaire pour 100 000 habitants ou fraction, ainsi qu'un conseiller supplémentaire si le total de conseillers municipaux constitue un nombre pair. Séville comptant officiellement 622 532 habitants recensés à la fin de l'année 1978, elle dispose de 31 conseillers municipaux.
Seules les listes ayant recueilli au moins 5 % des suffrages valides peuvent participer à la répartition des sièges à pourvoir dans cette même circonscription, qui s'organise en suivant différentes étapes : 
- les listes sont classées en une colonne par ordre décroissant du nombre de suffrages obtenus ;
- les suffrages de chaque liste sont divisés par 1, 2, 3... jusqu'au nombre de députés à élire afin de former un tableau ;
- les mandats sont attribués selon l'ordre décroissant des quotients ainsi obtenus[5].

### Élection du maire
Le maire est élu par le conseil municipal, parmi les conseillers municipaux ayant occupé la première place de leurs listes respectives. Est élu maire celui qui recueille le soutien de la majorité absolue des conseillers. Si aucun candidat n'atteint cette majorité, le conseiller municipal ayant occupé la première place de la liste qui a recueilli le plus grand nombre de suffrages est proclamé maire.

## Campagne

### Principales listes
| Force politique | Force politique                                                          | Force politique | Idéologie                                                               | Tête de liste                                         | Résultats en 1979      |
| --------------- | ------------------------------------------------------------------------ | --------------- | ----------------------------------------------------------------------- | ----------------------------------------------------- | ---------------------- |
|                 | Parti socialiste ouvrier espagnol (es) Partido Socialista Obrero Español | PSOE            | Centre gauche Social-démocratie, progressisme                           | Manuel del Valle (es) (Président de la députation)    | 24,8 % des voix 8 élus |
|                 | Parti socialiste d'Andalousie (es) Partido Socialista de Andalucía       | PSA             | Gauche Socialisme, marxisme-léninisme, nationalisme                     | Miguel Ángel González de la Puente (Adjoint au maire) | 23,5 % des voix 8 élus |
|                 | Parti communiste d'Espagne (es) Partido Comunista de España              | PCE             | Gauche Marxisme-léninisme, communisme, républicanisme                   | Javier Aristu Mondragón                               | 18,5 % des voix 6 élus |
|                 | AP-PDP-UL                                                                | AP-PDP-UL       | Centre droit à droite Conservatisme, démocratie chrétienne, libéralisme | Pedro Albert Lasierra                                 | 1,2 % des voix 0 élu   |

## Résultats
|                        |                                              |         |       |       |        |               |  |  |  |  |  |  |  |  |
| Parti                  | Parti                                        | Voix    | %     | +/-   | Sièges | +/-           |  |  |  |  |  |  |  |  |
|                        | Parti socialiste ouvrier espagnol (PSOE)     | 153 002 | 56,48 | 31,67 | 19     | 11            |  |  |  |  |  |  |  |  |
|                        | AP-PDP-UL                                    | 80 542  | 29,73 | 28,55 | 10     | 10            |  |  |  |  |  |  |  |  |
|                        | Parti communiste d'Espagne (PCE)             | 24 099  | 8,90  | 9,55  | 2      | 4             |  |  |  |  |  |  |  |  |
|                        | Parti socialiste d'Andalousie (PSA)          | 8 080   | 2,98  | 20,53 | 0      | 8             |  |  |  |  |  |  |  |  |
|                        | Centre démocratique et social (CDS)          | 3 191   | 1,18  | Nv    | 0      | en stagnation |  |  |  |  |  |  |  |  |
|                        | Parti communiste ouvrier espagnol (PCOE)     | 1 460   | 0,54  | 0,11  | 0      | en stagnation |  |  |  |  |  |  |  |  |
|                        | Coalition Gauche – Ouvriers agricoles (CIOC) | 540     | 0,20  | Nv    | 0      | en stagnation |  |  |  |  |  |  |  |  |
|                        | Union du centre démocratique (UCD)           |         |       | 27,13 |        | 9             |  |  |  |  |  |  |  |  |
|                        |                                              |         |       |       |        |               |  |  |  |  |  |  |  |  |
| Suffrages exprimés     | Suffrages exprimés                           | 270 914 | 100   |       |        |               |  |  |  |  |  |  |  |  |
| Votes nuls             | Votes nuls                                   | 0       | 0     |       |        |               |  |  |  |  |  |  |  |  |
| Total                  | Total                                        | 270 914 | 100   | –     | 31     | en stagnation |  |  |  |  |  |  |  |  |
| Abstention             | Abstention                                   | 183 937 | 40,44 |       |        |               |  |  |  |  |  |  |  |  |
| Inscrits/Participation | Inscrits/Participation                       | 454 851 | 59,56 |       |        |               |  |  |  |  |  |  |  |  |

## Suites
Le 24 mai 1983, le candidat socialiste, Manuel del Valle (es), est élu maire de Séville par le conseil municipal : il reçoit le soutien des 19 élus de son groupe, les 12 autres conseillers municipaux faisant le choix de l'abstention.